# Pueblo Nuevo de Guadiaro
Pueblo Nuevo de Guadiaro es una barriada (pedanía) española perteneciente al municipio andaluz de San Roque, en la provincia de Cádiz. Está situada en el Valle del Guadiaro, a 13 kilómetros al noreste del núcleo principal de San Roque. Actualmente cuenta con 1.367 habitantes.
Este núcleo de población surgió en la década de 1960, con la construcción en la zona de unas viviendas promovidas por la Caja de ahorros de Jerez. En la actualidad Pueblo Nuevo es el centro municipal del comercio minorista y del sector servicios en general.

## Comunicaciones
Se accede a Pueblo Nuevo por las salidas 130 y 132 de la Autovía del Mediterráneo, y por la A-2100 desde Castellar de la Frontera. Al norte de esta población, por la A-2103, se encuentra Guadiaro, y Sotogrande al sur.
| Líneas de autobús con parada en Pueblo Nuevo de Guadiaro | Líneas de autobús con parada en Pueblo Nuevo de Guadiaro | Líneas de autobús con parada en Pueblo Nuevo de Guadiaro |
| Línea                                                    | Trayecto                                                 | Empresa                                                  |
| -------------------------------------------------------- | -------------------------------------------------------- | -------------------------------------------------------- |
| M-240                                                    | Estepona-La Línea                                        | Portillo                                                 |
| M-271                                                    | Tesorillo-La Línea                                       | Comes                                                    |
| 2                                                        | San Roque Centro-Torreguadiaro                           | Esteban                                                  |

## Galería de imágenes

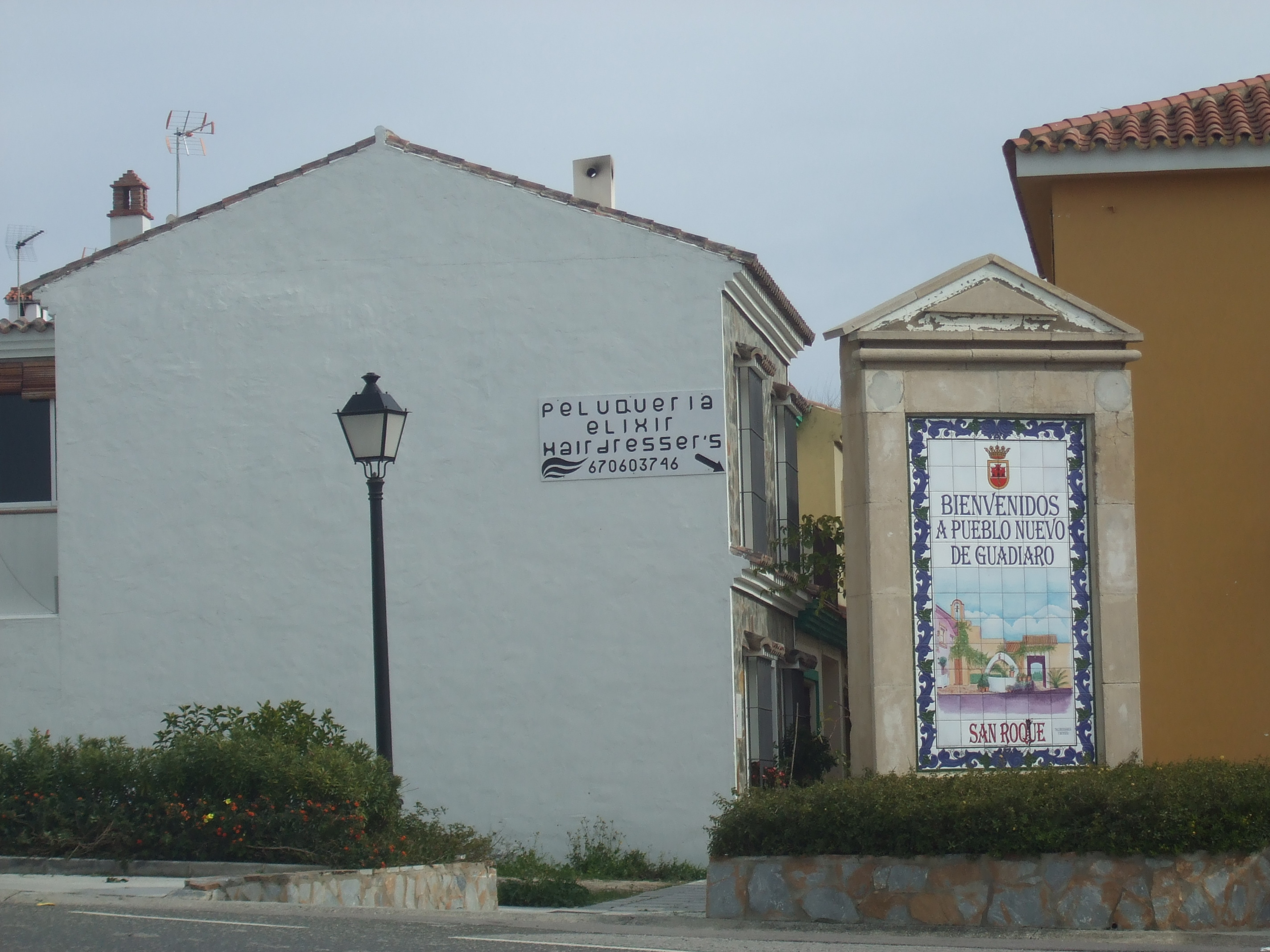
Entrada a Pueblo Nuevo.
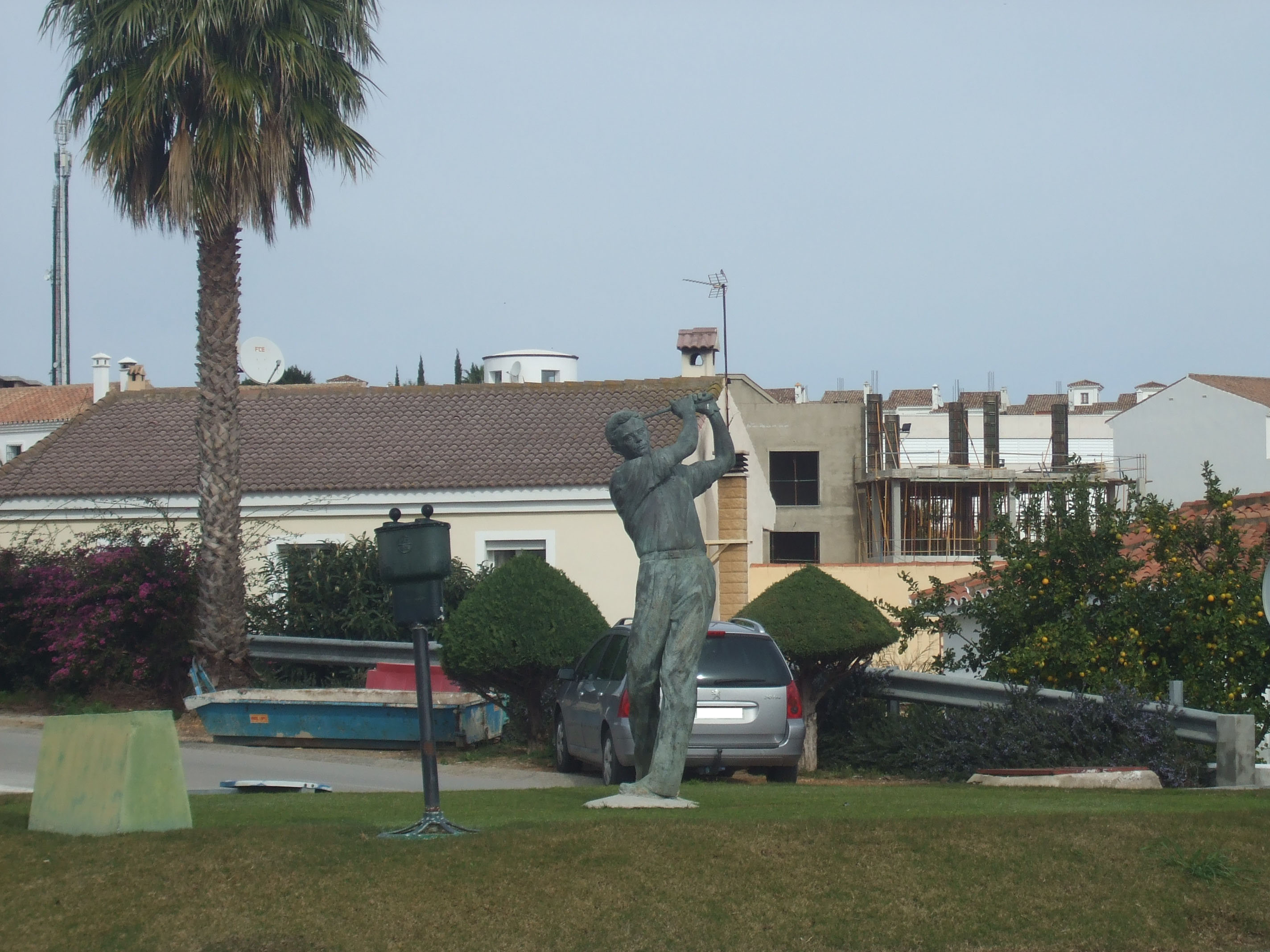
Monumento a los trabajadores del golf.